# Lista de prefeitos de Ilhéus
Esta é a lista de prefeitos de Ilhéus, município brasileiro localizado no estado da Bahia.

### Atual Prefeito
O atual prefeito de Ilhéus é Valderico Júnior do UNIÃO, prefeito eleito em 2024 com 41.567 votos, que representaram 43,24% do eleitorado Ilheense, a eleição foi definida com menos de 50% dos votos válidos pois Ilhéus não é apta a contar com segundo turno, uma vez que possui um eleitorado total menor do que 200.000 eleitores aptos.

## Prefeitos
| N.º                              | Prefeito (a)                       | Imagem                                           | Partido                     | Partido                                          | Vice-prefeito (a)                                      | Início do Mandato                                      | Fim do Mandato                                                          | Notas e Referências |
| República Velha (1889–1930)      | República Velha (1889–1930)        | República Velha (1889–1930)                      | República Velha (1889–1930) | República Velha (1889–1930)                      | República Velha (1889–1930)                            | República Velha (1889–1930)                            | República Velha (1889–1930)                                             | República Velha (1889–1930) |
| -------------------------------- | ---------------------------------- | ------------------------------------------------ | --------------------------- | ------------------------------------------------ | ------------------------------------------------------ | ------------------------------------------------------ | ----------------------------------------------------------------------- | --- |
| 1.º                              | João Batista de Sá Oliveira        |                                                  |                             | PRD                                              |                                                        | 25 de abril de 1890                                    | 28 de maio de 1892                                                      | |
| 2.º                              | Joaquim Ferreira de Paiva          |                                                  |                             | Partido Republicano Federal PRF                  | 28 de maio de 1892                                     | 7 de março de 1896                                     | Intendente nomeado                                                      | |
| 3.º                              | Manoel Hohlenwerger Homem D'El Rey |                                                  |                             | Partido Social Nacionalista PSN                  | 7 de março de 1896                                     | 15 de novembro de 1896                                 | Intendente interino                                                     | |
| 4.º                              | Ernesto de Sá Bittencourt Câmara   |                                                  |                             | PRD                                              | 15 de novembro de 1896                                 | 1.º de maio de 1904                                    | Intendente                                                              | |
| 5.º                              | Domingos Adami de Sá               |                                                  |                             | Partido Social Nacionalista PSN                  | 1.º de maio de 1904                                    | 31 de dezembro de 1907                                 | Intendente                                                              | |
| 6.º                              | João Mangabeira                    |                                                  |                             | PRD                                              | 1.º de janeiro de 1908                                 | 31 de dezembro de 1911                                 | Intendente eleito                                                       | |
| -                                | Arthur Lavigne                     |                                                  |                             | PRD                                              | 1.º de janeiro de 1912                                 | 9 de março de 1912                                     | Intendente eleito, deposto por Bráulio Xavier                           | |
| 7.º                              | Antônio Pessoa da Costa e Silva    |                                                  |                             | PP                                               | 9 de março de 1912                                     | 4 de abril de 1915                                     | Intendente nomeado por Bráulio Xavier, renunciou para disputar o senado | |
| 8.º                              | Manoel Misael da Silva Tavares     |                                                  |                             | PP                                               | 4 de abril de 1915                                     | 31 de dezembro de 1919                                 | Intendente nomeado                                                      | |
| 9.º                              | Domingos Fernandes da Silva        |                                                  |                             | PP                                               | 1.º de janeiro de 1920                                 | 10 de setembro de 1920                                 | Intendente nomeado                                                      | |
| 10.º                             | Eustáquio de Souza Bastos          |                                                  |                             | PP                                               | 10 de setembro de 1920                                 | 31 de dezembro de 1923                                 | Intendente nomeado                                                      | |
| 11.º                             | Mário Pessoa                       |                                                  |                             | Partido Republicano Baiano PRB                   | 1.º de janeiro de 1924                                 | 31 de dezembro de 1927                                 | Intendente nomeado                                                      | |
| 12.º                             | Durval Olivieri                    |                                                  |                             | Partido Republicano Baiano PRB                   | 1.º de janeiro de 1928                                 | 25 de outubro de 1930                                  | Intendente nomeado                                                      | |
| Era Vargas (1930–1945)           |                                    |                                                  |                             |                                                  |                                                        |                                                        |                                                                         | |
| 13.º                             | Eusínio Gaston Lavigne             |                                                  |                             | PL                                               |                                                        | 25 de outubro de 1930                                  | 10 de novembro de 1937                                                  | Prefeito nomeado |
| 14.º                             | Raymundo do Amaral Pacheco         |                                                  |                             | PL                                               | 11 de novembro de 1937                                 | 5 de maio de 1938                                      | Prefeito nomeado                                                        | |
| 15.º                             | Mário Pessoa                       |                                                  |                             | Partido Republicano Progressista PRP             | 5 de maio de 1938                                      | 3 de dezembro de 1942                                  | Prefeito nomeado                                                        | |
| 16.º                             | Eunápio Peltier de Queiroz         |                                                  |                             | Partido Republicano Progressista PRP             | 3 de dezembro de 1942                                  | 29 de outubro de 1945                                  | Prefeito nomeado                                                        | |
| Período Populista (1945–1964)    |                                    |                                                  |                             |                                                  |                                                        |                                                        |                                                                         | |
| 17.º                             | Álvaro de Melo Vieira              |                                                  |                             | Partido Social Democrático PSD                   |                                                        | 29 de outubro de 1945                                  | 7 de agosto de 1947                                                     | Prefeito nomeado |
| 18.º                             | Almir Brandão Pinto                |                                                  |                             | Partido Social Democrático PSD                   | 7 de agosto de 1947                                    | 31 de dezembro de 1948                                 | Prefeito nomeado                                                        | |
| 19.º                             | Arthur Leite da Silveira           |                                                  |                             | Partido Social Democrático PSD                   | 1.º de janeiro de 1949                                 | 30 de janeiro de 1951                                  | Prefeito eleito em sufrágio universal                                   | |
| 20.º                             | Pedro Vilas Boas Catalão           |                                                  |                             | Partido Trabalhista Brasileiro PTB               | 31 de janeiro de 1951                                  | 30 de janeiro de 1955                                  | Prefeito eleito em sufrágio universal                                   | |
| 21.º                             | Herval Soledade                    |                                                  |                             | Partido Social Democrático PSD                   | 31 de janeiro de 1955                                  | 30 de janeiro de 1959                                  | Prefeito eleito em sufrágio universal                                   | |
| 22.º                             | Henrique Weyll Cardoso e Silva     |                                                  |                             | União Democrática Nacional UDN                   | 31 de janeiro de 1959                                  | 30 de janeiro de 1963                                  | Prefeito eleito em sufrágio universal.                                  | |
| 23.º                             | Herval Soledade                    |                                                  |                             | Partido Trabalhista Brasileiro PTB               | 31 de janeiro de 1963                                  | 30 de janeiro de 1967                                  | Prefeito eleito em sufrágio universal.                                  | |
| Regime Militar (1964–1985)       |                                    |                                                  |                             |                                                  |                                                        |                                                        |                                                                         | |
| 24.º                             | Nerival de Rosa Barros             |                                                  |                             | União Democrática Nacional UDN                   |                                                        | 31 de janeiro de 1967                                  | 1° de fevereiro de 1969                                                 | |
| 25.º                             | Afro de Barros Leal                |                                                  |                             | Aliança Renovadora Nacional ARENA                | 2 de fevereiro de 1969                                 | 4 de abril de 1969                                     | Presidente da Câmara Municipal.                                         | |
| 26.º                             | João Alfredo Amorim de Almeida     |                                                  |                             | Aliança Renovadora Nacional ARENA                | 4 de abril de 1969                                     | 30 de janeiro de 1971                                  | Presidente da Câmara Municipal.                                         | |
| 27.º                             | Edmon Darwich                      |                                                  |                             | Aliança Renovadora Nacional ARENA                | 31 de janeiro de 1971                                  | 30 de janeiro de 1973                                  | Prefeito eleito em sufrágio universal.                                  | |
| 28.º                             | Ariston Cardoso de Oliveira        |                                                  |                             | Aliança Renovadora Nacional ARENA                | 31 de janeiro de 1973                                  | 30 de janeiro de 1977                                  | Prefeito eleito em sufrágio universal.                                  | |
| 29.º                             | Antônio Olímpio                    |                                                  |                             | Movimento Democrático Brasileiro MDB             | Jasiel Martins de Almeida (PMDB)                       | 31 de janeiro de 1977                                  | 14 de maio de 1982                                                      | Prefeito e vice eleitos em sufrágio universal, titular renunciou ao mandato em 14 de maio de 1982 para concorrer ao cargo de Deputado Estadual pela Bahia.             |
| 29.º                             | Antônio Olímpio                    | Partido do Movimento Democrático Brasileiro PMDB |                             |                                                  | Jasiel Martins de Almeida (PMDB)                       | 31 de janeiro de 1977                                  | 14 de maio de 1982                                                      | Prefeito e vice eleitos em sufrágio universal, titular renunciou ao mandato em 14 de maio de 1982 para concorrer ao cargo de Deputado Estadual pela Bahia.             |
| 30.º                             | Jasiel Martins de Almeida          |                                                  |                             | Partido do Movimento Democrático Brasileiro PMDB | Nenhum                                                 | 15 de maio de 1982                                     | 31 de janeiro de 1983                                                   | Vice-prefeito eleito em sufrágio universal, assumiu o cargo de titular após a renúncia de Antônio Olímpio para concorrer a uma vaga na Assembleia Legislativa da Bahia |
| 31.º                             | Jabes Ribeiro                      |                                                  |                             | Partido do Movimento Democrático Brasileiro PMDB | Alvaro Amorim de Figueredo (PMDB)                      | 1.º de fevereiro de 1983                               | 31 de dezembro de 1988                                                  | Prefeito e vice eleitos em sufrágio universal. |
| Nova República (1985-atualidade) |                                    |                                                  |                             |                                                  |                                                        |                                                        |                                                                         | |
| 32.º                             | João Lyrio                         |                                                  |                             | Partido do Movimento Democrático Brasileiro PMDB | Jasiel Martins de Almeida (PMDB)                       | 1.º de janeiro de 1989                                 | 31 de dezembro de 1992                                                  | Prefeito e vice eleitos em sufrágio universal. |
| 33.º                             | Antônio Olímpio                    |                                                  |                             | Partido do Movimento Democrático Brasileiro PMDB | Ronaldo Santana (PMDB)                                 | 1.º de janeiro de 1993                                 | 31 de dezembro de 1996                                                  | Prefeito e vice eleitos em sufrágio universal. |
| 34.º                             | Jabes Ribeiro                      |                                                  |                             | Partido da Social Democracia Brasileira PSDB     | José Henrique Abobreira (PT)                           | 1.º de janeiro de 1997                                 | 31 de dezembro de 2000                                                  | Prefeito e vice eleitos em sufrágio universal. |
| 34.º                             | Jabes Ribeiro                      | Ângela Sousa (PTB)                               | 1.º de janeiro de 2001      | Partido da Social Democracia Brasileira PSDB     | 31 de dezembro de 2004                                 | Prefeito reeleito e vice eleita em sufrágio universal. |                                                                         | |
| 35.º                             | Valderico Reis                     |                                                  |                             | Partido do Movimento Democrático Brasileiro PMDB | Newton Lima Silva (Sem partido)                        | 1.º de janeiro de 2005                                 | 31 de agosto de 2007                                                    | Prefeito e vice eleitos em sufrágio universal, titular fora cassado pela Câmara de Vereadores.                                                                         |
| 35.º                             | Valderico Reis                     | Sem partido                                      |                             |                                                  | Newton Lima Silva (Sem partido)                        | 1.º de janeiro de 2005                                 | 31 de agosto de 2007                                                    | Prefeito e vice eleitos em sufrágio universal, titular fora cassado pela Câmara de Vereadores.                                                                         |
| 36.º                             | Newton Lima Silva                  |                                                  |                             | Sem partido                                      | Nenhum                                                 | 1.º de setembro de 2007                                | 31 de dezembro de 2008                                                  | Vice-prefeito eleito no cargo de titular, assumiu após a cassação do mandato de Valderico (Sem partido) em 30 de agosto de 2007.                                       |
| 36.º                             | Newton Lima Silva                  | Partido Socialista Brasileiro PSB                |                             |                                                  | Nenhum                                                 | 1.º de setembro de 2007                                | 31 de dezembro de 2008                                                  | Vice-prefeito eleito no cargo de titular, assumiu após a cassação do mandato de Valderico (Sem partido) em 30 de agosto de 2007.                                       |
| 36.º                             | Newton Lima Silva                  | Mário Alexandre "Marão" (PSDB)                   | 1.º de janeiro de 2009      | 31 de dezembro de 2012                           | Prefeito reeleito e vice eleito em sufrágio universal. |                                                        |                                                                         | |
| 36.º                             | Newton Lima Silva                  | Mário Alexandre "Marão" (PSDB)                   | 1.º de janeiro de 2009      | 31 de dezembro de 2012                           | Prefeito reeleito e vice eleito em sufrágio universal. | Partido dos Trabalhadores PT                           |                                                                         | |
| 37.º                             | Jabes Ribeiro                      |                                                  |                             | Partido Progressista PP                          | Cacá (PMDB)                                            | 1.º de janeiro de 2013                                 | 31 de dezembro de 2016                                                  | Prefeito e vice eleitos em sufrágio universal. |
| 38.º                             | Mário Alexandre "Marão"            |                                                  |                             | Partido Social Democrático PSD                   | Jose Nazal (REDE)                                      | 1.º de janeiro de 2017                                 | 31 de dezembro de 2020                                                  | Prefeito e vice eleitos em sufrágio universal. |
| 38.º                             | Mário Alexandre "Marão"            | Bebeto Galvão (PSB)                              | 1.º de janeiro de 2021      | Partido Social Democrático PSD                   | 31 de dezembro de 2024                                 | Prefeito reeleito e vice eleito em sufrágio universal. |                                                                         | |
| 39.º                             | Valderico Júnior                   |                                                  |                             | União Brasil UNIÃO                               | Wanessa Gedeon (NOVO)                                  | 1.º de janeiro de 2025                                 | Atualidade                                                              | Prefeito e vice eleitos em sufrágio universal. |